# Neochauliodes sundaicus
Neochauliodes sundaicus är en insektsart som först beskrevs av Herman Willem van der Weele 1906.  
Neochauliodes sundaicus ingår i släktet Neochauliodes och familjen Corydalidae. Inga underarter finns listade i Catalogue of Life.